# Forsyth County, Georgia
Forsyth County är ett administrativt område i delstaten Georgia, USA, med 175 511 invånare.  Den administrativa huvudorten (county seat) är Cumming. 

## Geografi
Enligt United States Census Bureau så har countyt en total area på 641 km². 585 km² av den arean är land och 56 km² är vatten.

### Angränsande countyn
- Dawson County - nord
- Hall County - ost
- Gwinnett County - sydöst
- Fulton County - sydväst
- Cherokee County - väst-nordväst